# Lulu Alke
Lulu Ulla Elisabet Alke, född Engdahl den 10 juli 1951 i Karlstad, död den 6 september 1996, var en svensk jazzsångare och sånglärare. Hon gifte sig 1976 med Björn Alke (1938–2000).
Hon verkade utan formell utbildning som jazzsångare sedan 1974. Hon skivdebuterade som Lulu Engdahl på Björn Alkes LP "Fine Mellow" (1976) där hon medverkade på två spår. Hon medverkar också på Cyndee Peters LP-skiva "Black is the Color" (1977). Skivdebuten i eget namn kom 1989, med Jazz i Sverige-skivan "Lulu Alke", vilket också blev hennes sista skiva.  
Hon var lärare i jazzsång 1982–1985 vid Musikhögskolan i Piteå, ledare för sommarkurser 1985–1991 vid Framnäs folkhögskola och verkade som privatlärare i jazzsång 1985–1992. Hon turnerade i Sverige och utomlands med egen kvartett sedan 1987.
Makarna Alke är begravda på Östra kyrkogården i Karlstad.

## Utmärkelser
- 1989 – Jazz i Sverige